# Хруслиці (Мазовецьке воєводство)
Хруслиці (пол. Chruślice) — село в Польщі, у гміні Волянув Радомського повіту Мазовецького воєводства.
Населення — 210 осіб (2011).
У 1975-1998 роках село належало до Радомського воєводства.

## Демографія
Демографічна структура станом на 31 березня 2011 року:
|          | Загалом | Допрацездатний вік | Працездатний вік | Постпрацездатний вік |
| -------- | ------- | ------------------ | ---------------- | -------------------- |
| Чоловіки | 99      | 30                 | 55               | 14                   |
| Жінки    | 111     | 31                 | 55               | 25                   |
| Разом    | 210     | 61                 | 110              | 39                   |